# VDSO
vDSO (virtual dynamically linked shared objects) je v informatice název mechanismu v jádře Linuxu pro export pečlivě vybraných rutin z kernel space do user space. Požadavky aplikací tak mohou být vyřízeny velmi rychle, protože odpadá potřeba náročného přechodu do prostoru jádra (kernel space) pomocí systémového volání.